# Parque nacional Jökulsárgljúfur
El parque nacional Jökulsárgljúfur está situado en el norte de Islandia, en la región de Norðurland Eystra alrededor del río Jökulsá á Fjöllum. Contiene a la famosa cascada Dettifoss, la más caudalosa de Europa. 

## Historia
Este parque se creó en el año 1973. Tiene una superficie de 150 km² y una longitud de 35 km. La parte más septentrional, Asbyrgi, se integró en el año 1978. 
El 7 de junio de 2008, se estableció el parque nacional Vatnajokull, con 12 000 kilómetros cuadrados, el más grande de Europa, y este parque nacional pasó a formar parte de él.

## Cañones
El parque nacional alberga un intrincado cañón y a sus montañas volcánicas. Los cañones del río tienen alrededor de 25 km de largo y se parecen a los grandes cañones de Arizona. 
Hace unos 8000 años un volcán entró en erupción violentamente justo debajo del río, lo que causó poderosas explosiones por la combinación del fuego, los gases y el agua. 
Las montañas alrededor del río fueron devastadas, por lo que sólo quedan en la actualidad ruinas mezcladas con formaciones volcánicas. Esto es lo que hace tan distintivo al parque.

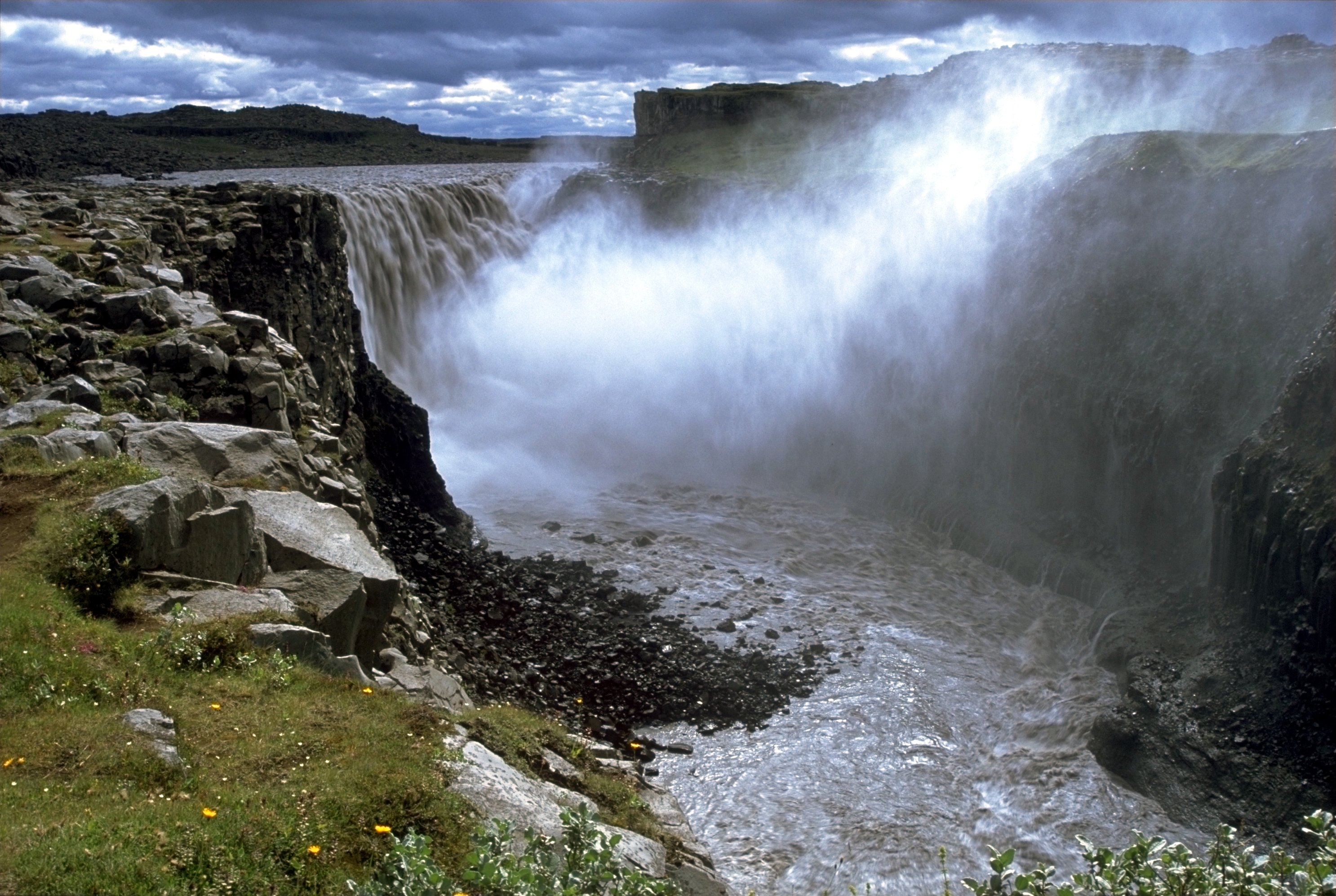
La cascada Dettifoss.

En el centro del parque se encuentra Hljóðarklettar («roca de ecos»). Rauðholar («montaña roja») es la montaña más bella del parque debido a su especial colorido.
También es especialmente significativo el cañón Ásbyrgi al norte del parque, con forma de herradura.